# Герб Кринтяти
Герб Кринтяти — офіційний символ села Кринтята, Дрогобицького району Львівської області, затверджений 23 червня 2023 р. рішенням сесії Східницької селищної ради. Герб є промовистим.
Автор — А. Гречило.

## Опис герба
У синьому полі срібна квітка водяної лілії із золотим осердям, на золотому бордюрі вісім зелених соснових шишок.

## Значення символів
Квітка водяної лілії (крин) вказує на назву населеного пункту, а також на поширення цієї рослини на місцевих водоймах. Зелені соснові шишки навколо означають розташування села серед лісових масивів.